# Vụ rơi máy bay Lockheed C-130 Hercules ở Algérie năm 2014
Vụ rơi máy bay Lockheed C-130 Hercules xảy ra ở Algérie ngày 11 tháng 2 năm 2014 khi một chiếc máy bay của Không quân Algeria bị rơi gần Aïn Kercha, tỉnh Oum El Bouaghi, khiến 77 trong số 78 người trên máy bay chết. Hành khách trên máy bao gồm cả những người lính và những thành viên của gia đình họ. Có một người sống sót. Người ta báo cáo rằng máy bay đã bị mất liên lạc giữa Constantine và Oum El Bouaghi. Báo cáo sơ bộ cho thấy điều kiện thời tiết xấu có thể là nguyên nhân gây ra tai nạn. Có gió giật 28 knot và tầm nhìn kém do tuyết rơi tại thời điểm xảy ra vụ tai nạn. 
Các nhân chứng cho thấy máy bay cắt qua ngọn núi trước khi rơi.
Tổng thống Algeria Abdelaziz Bouteflika tuyên bố ba ngày quốc tang bắt đầu từ ngày 12/2/2014 để tưởng nhớ những người lính thiệt mạng trong vụ tai nạn. Đây là vụ tai nạn tồi tệ nhất ở Algeria từ năm 2003 khi chiếc máy bay của hãng hàng không Air Algérie bị rơi ngay sau khi cất cánh làm 102 người chết.
Bộ Quốc phòng Algeria đã thành lập một ủy ban để điều tra vụ việc và Tham mưu trưởng quân đội Ahmed Gaid Salah sẽ đích thân tới hiện trường xảy ra tai nạn. 